# Histrionicotoxina
La histrionicotoxina és un compost alcaloide d'elevada toxicitat i secretat per glàndules especialitzades de l'epidermis d'alguns animals, especialment de la classe Amphibia. És propi de la Oophaga histrionica i d'altres organismes afins; un batraci de la subclasse Salientia, ordre Anurs, família Dendrobàtids, que resideix en ambients tropicals. Existeix una família sencera de histrionicotoxines o compostos afins a la histrionicotoxina. La histrionocitoxina pròpiament aquesta rep, també, la denominació de HTX-283A.

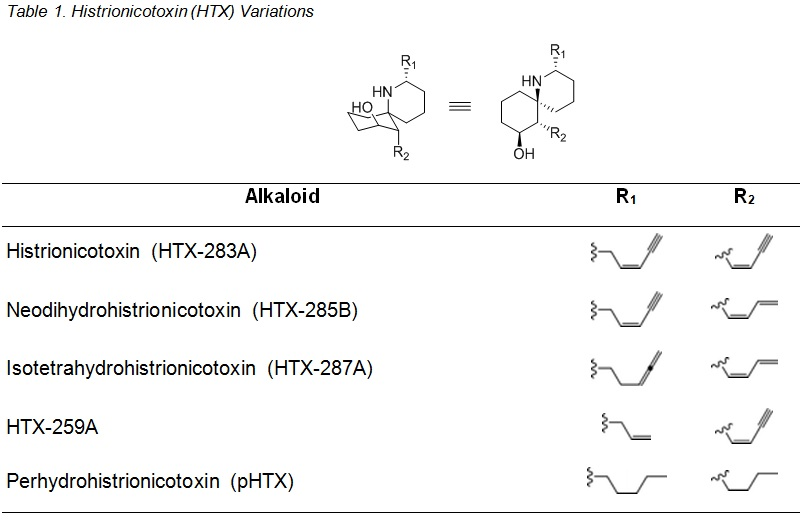
Variants i composts membres de la família d'alcaloides histrionicotoxines.

## Síntesi
S'han descrit diversos mètodes per a la síntesi total de la histrionicotoxina:

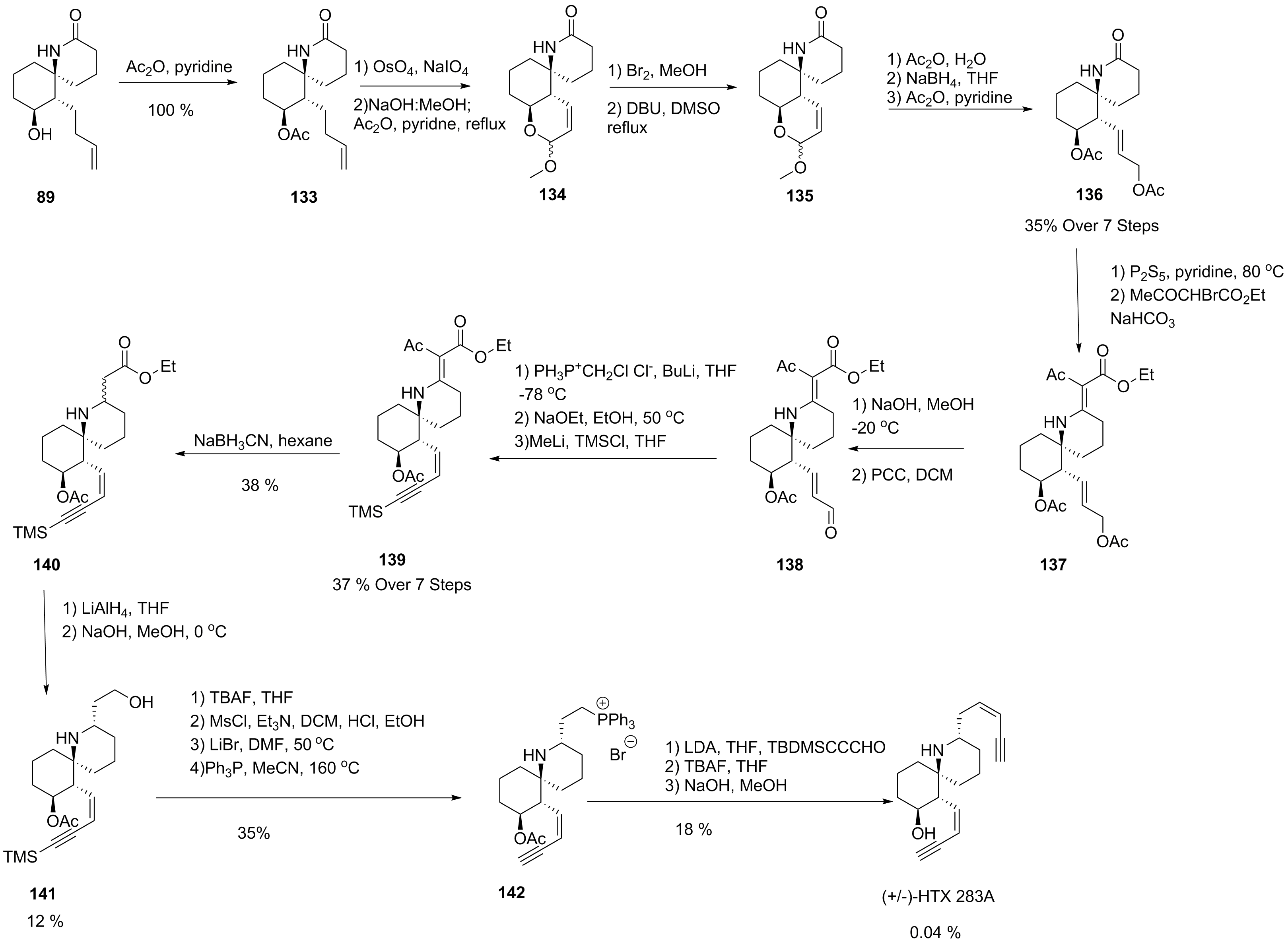
Síntesi del grup Kishi de la histrionicotoxina